# Ishaq ibn Muhàmmad ibn Ghàniya
Ishaq ibn Muhàmmad ibn Ghàniya (àrab: إسحاق بن محمد بن غانية, Isḥāq b. Muḥammad b. Ḡāniya) (1155-1184) fou un valí de Mallorca de la dinastia Banu Ghàniya, fill de Muhàmmad ibn Ghàniya. En temps d'aquest valí, els sarraïns de Mallorca es feren molt temibles en la Mediterrània occidental. Una de les seves més famoses incursions va ésser la que Ishac en persona dirigí, en l'any 1178, contra la ciutat de Toló, de la qual s'apoderà i on feu molts presoners, que van ésser duts a Mallorca. Entre els captius hi havia el vescomte de Marsella, Hug Gausfred, i un net seu.
El 1145 fou nomenat valí de Carmona, però davant el declivi almoràvit tornà a Mallorca. Ishac enviava al califa Abu-Yaqub en les seves incursions de pirateria als territoris cristians.
En un cop de palau va matar el seu pare i a llur hereu, el seu germà 'Abd Allāh ibn Muhammad ibn Ġānīya i va ocupar el tron. Sota el seu ceptre les Illes Balears van esdevenir un centre de comerç, guerra marítima i pirateria, pràctiques que va portar considerable riquesa i població, tant de captius com de refugiats.
Simultàniament mantingué una activa política de relacions diplomàtiques amb les repúbliques comercials italianes, així En els anys 1171 i 1173, signà tractats amb els pisans, inclosos també els naturals de la república de Luca, ratificats el 1184, i el 1181 amb Gènova. Els seus continguts són molt vagues, les dues parts es comprometen mútuament a no causar-se danys i a protegir o fer respectar els nàufrags i s'autoritza la construcció d'un temple cristià a Madina Mayurqa destinat als comerciants cristians (cosa que indicaria l'absencia de naturals cristians en aquell moment). Per una altra part mantingué una política conciliadora amb els almohades, contra l'opinió del seu consell, enviant-los part dels botins obtinguts.
En els anys 1173 i 1174, Ishac signà tractats amb els pisans. Hom coneix el tracta del primer de juny del 1184, no gaire anterior a la mort del cabdill mallorquí. Aquest tractat i el del 1181 amb Gènova, són molt vagues. Les dues parts es comprometen mútuament a no causar-se danys i a protegir o fer respectar els nàufrags. En el tractat amb Pisa hi són inclosos també els naturals de la república de Luca: «Hom diu que potser ja en aquests temps, les Repúbliques comercials de la Mediterrània, per a protegir llur comerç, constantment amenaçat pels pirates musulmans, pagaven tribut en forma de disfressada de presents o regals, com ha succeït en els temps moderns, quasi fins als nostres dies.»
Ishac va morir en l'any 580 de l'hègira (anys 1184-1185). Sembla que la seva mort s'esdevingué amb ocasió d'una sublevació dels cristians captius, que s'apoderaren del seu palau. Potser hi va haver un previ desembarcament de cristians en l'illa. Va morir el 1184 en el curs d'una expedició naval i el va succeir el seu fill gran Muhàmmad ibn Ishaq, però amb la seva mort s'inicia un període confús en la història de la Mallorca musulmana, marcat per les disputes de palau a l'entorn de les relacions, de submissió o hostilitat cap als almohades, que no es varen cloure fins al 1187.
La mort d'Ishac marca el començ d'un període confús en la història de la Mallorca musulmana. Ishac deixà diversos fills. El seu successor immediat fou Muhàmmad. Aquest, o potser ja el seu pare, oferiren la submissió al califa almohade Abu-Yaqub, que morí mesos després d'Ishac. El fet és que el califa envià a Mallorca Alí ibn Reverter, fill del català Reverter, de l'antiga família vescomtal de Barcelona, per tal que en nom d'aquella prengués possessió de les illes. Però abans que Alí-ben-Reverter realitzés això, els germans de Mohàmed, oposats a la submissió als almohades, se sublevaren, feren presoners l'enviat del califa i Mohàmed, i proclamaren rei el seu germà Alí.
Mort ja Abu-Yaqub i proclamat el seu fill Abu-Yússuf Yaqub, anomenat Al-Mansur, Alí de Mallorca va emprendre una ofensiva contra els almohades en les costes septentrionals d'Àfrica, i s'apoderà de Bugia (1184). En aquesta expedició hi prengueren part Alí i el seu germà Yahya. Un altre germà, Talha, restava mentrestant encarregat del governament de Mallorca.
Durant aquesta absència, Alí-ben-Reverter, va poder sortir de la presó, i va promoure un moviment a favor de Mohàmed, el qual fou restablert en el tron.
Segons Ibn Khaldun, el califa almohade Al-Mansur trameté aleshores una esquadra a Mallorca, per tal de prendre possessió de les illes. Però Mohàmed s'hi oposà, i demanà ajut al comte de Barcelona, el qual, diu l'historiador musulmà, va facilitar-li l'allistament d'un exèrcit de catalans. Afegeix que els mateixos partidaris de Mohàmed, disgustats per la conducta d'aquest, el destituïren, i posaren en el tron el seu germà Texufin. Tanmateix, l'efectivitat del govern d'aquest no és gaire segura.
Quan Alí, fill d'Ishac, tingué notícia – trobant-se a Constantina o a Trípoli – de la sublevació de Mallorca, hi envià els seus germans Abd-Al-lah i Al-Ghazi. El primer s'apoderà fàcilment de l'illa, i hi fou proclamat rei en l'any 583 de l'hègira (13 de març de l'any 1187 a 2 de març del 1188).
El califa Al-Mansur llançà repetides vegades les esquadres almohades contra Mallorca. Però Abdal·là va saber resistir eficaçment.
En el mes de juliol o agost del 1188, Abdal·là renovà per deu anys el tractat amb Gènova. En el dit tractat prometé als genovesos, entre altres coses, un forn i uns banys un dia cada setmana, i una església per al culte cristià –et ecclesiam unam in qua debeant Januenses orare et facere ministeruium Dei-. Hom ha deduït d'això que aleshores no hi havia cristians a Mallorca, perquè si n'hi hagués hagut, l'emir no els hauria fet una església per a practicar el culte, ans bé els hauria dit que anessin a les esglésies dels cristians mallorquins.
El successor del califa Al-Mansur, Muhàmmad an-Nàssir, envià contra Mallorca una esquadra. Assetjat Abd-Al·lah a Mallorca, va morir en un combat, i els almohades s'apoderaren de la ciutat i de l'illa.
Les dates que donen a aquests fets els autors, no coincideixen. Es creu que la data més probable és la dels mesos d'agost i setembre de l'any 1203.
Així els almohades es feren senyors de les illes Balears a començos del segle xiii. Però no van poder mantenir-les gaire temps en llur poder. La força i el prestigi dels almohades entraren, al cap d'uns quants anys, en un període de progressiva decadència. D'altra banda, des de les costes catalanes, els esguards es dirigien, cada dia amb més cobejança, cap al costat de les riques illes veïnes. Després dels repetits projectes i temptatives de conquista que hem vist en temps dels antecessors de Jaume I, aquest va apoderar-se de les Balears i va fer-les perdurablement catalanes.